# Taeyang
Taeyang (태양?, 太陽?, Tae-yangLR, T'aeyangMR), pseudonimo di Dong Young-bae (동영배?, 董詠培?, Dong Yeong-baeLR, Tong YŏngpaeMR; Uijeongbu, 18 maggio 1988), è un cantautore e ballerino sudcoreano.
Dal 2006 è membro del gruppo musicale Big Bang.

## Carriera

### 2006-2008: gli inizi e debutto con i Big Bang
Nato e cresciuto a Uijeongbu, in Corea del Sud, il primo contatto di Taeyang con la musica è avvenuto suonando il pianoforte, dove ha apprezzato la musica classica composta da Ludwig van Beethoven e Franz Schubert. Quando la sua famiglia iniziò ad avere difficoltà finanziarie, Taeyang sentì il bisogno di trovare un lavoro per contribuire al loro sostentamento fin da giovane. In sesta elementare fece un provino e vinse la parte del "mini Sean" nel video musicale del brano A-yo degli Jinusean, dove venne introdotto e rimanendo affascinato dalla musica hip hop. In quell'occasione, Dong incontrò Yang Hyun-suk, CEO dell'etichetta discografica YG Entertainment, e lo implorò di dargli la possibilità di diventare un cantante. Non ricevendo risposta, si recò personalmente nel suo ufficio per realizzare il suo progetto. Yang gli offrì l'opportunità di fare un'audizione, che ottenne successo e fu accettato dall'etichetta discografica come tirocinante. Qui incontrò il suo compagno di studi e futuro compagno di band G-Dragon. Dong trascorse i primi anni da tirocinante pulendo lo studio per gli altri artisti della compagnia e portando loro le bottiglie d'acqua durante le prove di danza, ammettendo in seguito che gli artisti dell'epoca non erano amichevoli né nei suoi confronti né nei confronti di G-Dragon. Nel 2003, Dong ha composto la strofa rap nel singolo Player del cantante Wheesung, presente nel secondo album di quest'ultimo.
Sebbene Dong avrebbe dovuto debuttare insieme a Kwon come duo hip hop GDYB (con Kwon che aveva scelto il nome d'arte G-Dragon e Dong Young-Bae che inizialmente aveva scelto il nome YB taekwon per fare rima con il suo compagno di band), il piano fu accantonato dalla loro etichetta discografica. Al loro posto, si unirono altri quattro apprendisti (T.O.P, Daesung, Seungri e Hyun-seung) per formare il gruppo Big Bang. La loro formazione fu documentata in televisione, ma prima del loro debutto ufficiale, Hyun-seung fu escluso e la loro formazione finale era composta da cinque membri. Inizialmente Dong era titubante all'idea di entrare in una band, ma alla fine si è aperto con gli altri membri. Dopodiché, ha scelto il nome d'arte Taeyang, che significa "sole".
Dopo l'uscita di diversi album singoli, il primo album dei Big Bang, Bigbang Vol. 1, ebbe un discreto successo e includeva il primo brano solista di Taeyang, Ma Girl. Il gruppo raggiunse il successo mainstream con l'uscita del brano Lies dal loro primo EP Always. Seguì Last Farewell da Hot Issue, e Day by Day da Stand Up; entrambi raggiunsero la vetta delle classifiche.

### 2008-2012: carriera solista eSolar
Dopo esser comparso nell'album della cantante Lexy, Taeyang ha annunciato che avrebbe pubblicato un album da solista. Inizialmente previsto per settembre, il progetto è stato posticipato a causa di impegni conflittuali con il suo gruppo. Il 22 maggio 2008 Taeyang pubblica il suo primo album da solista Hot, partendo nello stesso anno con il suo primo tour. L'album include le produzioni di Teddy Park, Yang Hyun-suk, Kush e G-Dragon. Andando oltre il genere hip-hop dei Big Bang, Taeyang ha incorporato principalmente brani R&B nel suo album, affermando che questo fosse il suo "obiettivo principale". Ha tuttavia espresso delusione dall'album, ammettendo di non aver scritto nessuno dei brani. In seguito ha affermato che lo avrebbe fatto in futuro per esprimere e incorporare pienamente i suoi pensieri e le sue idee nella sua musica. L'EP ha prodotto due singoli: Only Look at Me, un brano R&B scritto da Teddy e Kush, e Prayer, con Teddy. Per entrambi sono stati girati dei video promozionali. Per promuovere il suo album, ha anche organizzato il suo primo concerto da solista, la Hot Concert Series. In occasione della sesta edizione del Korean Music Awards, Taeyang vince il riconoscimento come "miglior brano R&B o Soul" e "miglior album R&B o Soul".
Il secondo singolo estratto da Hot, Wedding Dress, ottiene un buon riscontro internazionale, arrivando sino alla terza posizione dei singoli più venduti nei Paesi Bassi. Nel dicembre 2009, Hot è stato classificato tra i migliori album del decennio 2010 dal critico musicale Cha Woo-jin del webzine Weiv. L'anno successivo, 39 critici musicali di Soribada e il webzine musicale 100beat hanno classificato Hot alla posizione numero 79 della loro lista dei migliori album degli anni 2000. È stato inoltre inserito al diciassettesimo posto nella presentazione dei 20 migliori album degli anni 2000 redatta dal critico musicale Kim Hak-seon nel suo libro Capturing the K-POP World.
Il 1º luglio 2010 la YG Entertainment pubblica il primo album in studio di Taeyang, Solar. Dall'album vengono estratte 4 tracce le precedenti Where U At e Wedding Dress pubblicate nel 2009 e I Need A Girl dove vi è la collaborazione con G-Dragon e di Sandara Park delle 2NE1, che compare come main dancer nell'MV del singolo, e I'll Be There. Taeyang ha vinto il premio come "Miglior artista maschile" agli Mnet Asian Music Awards del 2010. Sia la versione normale che quella deluxe hanno raggiunto la prima posizione nella Gaon Album Chart.

### 2013-2016:Rise, primo tour mondiale e collaborazioni
Taeyang impiegò due anni per registrare nuovo materiale e partecipare alle attività promozionali con i Big Bang per i loro EP coreani Tonight e Alive, quest'ultimo nome omonimo del quarto album in lingua giapponese. Una volta concluse le attività, si concentrò nuovamente sulla preparazione del suo secondo album in studio. Il singolo Ringa Linga uscì nel novembre 2013, precedendo il suo secondo album Rise. Pur avvalendosi dell'aiuto di Teddy Park, G-Dragon e Choice37, Taeyang si dedicò anche personalmente alla produzione, producendo sei tracce. Rise è diventato il terzo album K-pop più venduto in classifica, nonché l'album K-pop di un artista solista più venduto nella classifica di Billboard, raggiungendo la posizione 112 nella Billboard Hot 200 e arrivando in cima alla Billboard World Albums Chart e alla Heatseekers Albums Chart, vendendo 3.000 copie. In Giappone l'album si è classificato al secondo posto, con 48.000 unità vendute. Taeyang pubblicò altri due singoli per promuovere l'album: Eyes, Nose, Lips e 1AM. Il primo raggiunse la vetta della Gaon Digital Chart, mentre il secondo raggiunse la settima posizione. La coreografia di Ringa Linga ha generato numerose cover sul sito di condivisione video YouTube, mentre Eyes, Nose, Lips è stata interpretata da varie celebrità, tra cui i compagni di etichetta Akdong Musician, Tablo, Lydia Paek, il cantante coreano Eric Nam e la pop star canadese Michael Bublé. Il comico Yoo Jae-suk ne ha fatto anche una parodia nel popolare programma di varietà Infinite Challenge. Eyes, Nose, Lips è stato il secondo singolo più venduto del 2014 in Corea del Sud.
Per promuovere l'album, Taeyang ha poi intrapreso il Rise World Tour, visitando 9 paesi e 16 città in Asia a partire da agosto 2014. Il tour si è concluso all'inizio del 2015 con la partecipazione di oltre 100.000 fan. Agli Mnet Asian Music Awards del 2014, Taeyang ha vinto i premi come miglior artista maschile, migliore interpretazione vocale e canzone dell'anno per Eyes, Nose, Lips. Nel novembre 2014 Taeyang ha collaborato con G-Dragon per pubblicare il brano Good Boy per il nuovo progetto hip hop della YG Entertainment. Il brano ha ricevuto recensioni positive, con Fuse che l'ha definita una delle migliori canzoni dell'anno, e ha debuttato al primo posto nella classifica World Digital Songs di Billboard, la terza volta che un artista coreano ha raggiunto la vetta della classifica e la prima per un gruppo maschile. Il video musicale su YouTube ha inseguito raggiunto la soglie delle oltre 300 milioni di visualizzazioni.
Tra il 2015 e il 2016, Taeyang ha fatto un tour esteso con la sua band per il loro terzo album coreano, esibendosi per oltre 3,6 milioni di fan in due anni. Nel 2015, Taeyang ha partecipato al festival musicale biennale Infinite Challenge con il compagno di band G-Dragon. Il duo ha collaborato con Hwang Kwanghee degli ZE:A e ha pubblicato il singolo Mapsosa, che ha raggiunto il secondo posto nella Gaon Digital Chart. Lo stesso anno, è apparso nel programma Show Me The Money di Mnet come cantante ospite nel singolo Fear del compagno di etichetta Song Min-ho, prodotto da Zico durante le semifinali e diventato uno dei singoli più venduti dell'anno.

### 2017-2021:White Nighte secondo tour mondiale
Nel gennaio 2017, la YG Entertainment ha annunciato che Taeyang stava lavorando al suo nuovo album, oltre a tenere concerti da solista. Taeyang ha iniziato il suo secondo tour mondiale, White Night, con concerti negli stadi in Giappone. I primi due spettacoli si sono tenuti al Chiba Marine Stadium e hanno visto la partecipazione di 50.000 persone,a cui sono seguiti due spettacoli al Kobe Sports Park Baseball Stadium. Il tour ha attraversato 19 città in tutto il mondo, comprese tappe in Nord America, con concerti in otto città tra Canada e Stati Uniti.
Il terzo album in studio di Taeyang, White Night, è uscito il 16 agosto 2017, da dove vengono estratti i singoli Darling e Wake Me Up. Darling è entrata nella Top 10 della Gaon Digital Chart, mentre Wake Me Up è riuscita a piazzarsi al quinto posto nella World Digital Songs di Billboard. Inoltre, l'album ha debuttato al primo posto nella classifica Billboard World Digital Albums, rimanendovi anche la settimana successiva, rendendo Taeyang il secondo artista solista K-Pop ad avere un album in cima a tale classifica. Nella Gaon Album Chart della Corea del Sud, l'album ha raggiunto il terzo posto, con oltre 57.000 copie vendute ad agosto. A settembre è stato annunciato che Taeyang apparirà come giudice nel prossimo programma di audizioni di sopravvivenza della JTBC Mix Nine. Taeyang è stato inoltre rivelato come uno dei membri del cast del nuovo programma di varietà di TVN Livin' the Double Life, insieme a CL e Oh Hyuk.

### 2022-presente: nuova etichetta eDown to Earth
Il 26 dicembre 2022 la YG Entertainment comunica il passaggio dell'artista alla Black Label. Il 13 gennaio 2023 viene pubblicato il singolo Vibe, un duetto con Jimin dei BTS. Il 25 aprile 2023 viene pubblicato il suo secondo EP (primo con la The Black Label), Down to Earth, contenente il featuring di Lisa delle Blackpink nel brano Shoong!.

## Stile e influenze
Taeyang si distingue per "la serietà con cui prende il suo mestiere e la sua arte", in opposizione al resto dei "confini artificiali del K-pop". Attraverso il fratello maggiore, Taeyang ha incontrato la musica pop all'età di sei anni, con la musica del cantante americano Michael Jackson, da allora ha sviluppato il suo interesse musicale influenzato principalmente dai generi soul e R&B. Tuttavia, è diventato principalmente un cantante e ballerino R&B, ma è noto anche per aver fuso hip-hop, soul ed EDM con R&B nei suoi album da solista. Dazed ha affermato che il suo sound assorbe "influenze stilistiche dal punk al rap e coniuga l'attuale R&B underground con la sua musica pop nativa e ipersonica", mentre AllMusic ha descritto il suo materiale come "pop intelligente, con un tocco hip-hop". Inoltre, Billboard lo ha definito una delle "rare star R&B" della Corea del Sud. Per il suo secondo album Rise, Taeyang ha affermato di aver aggiunto alle proprie canzoni dei sound tipici di musica elettronica, ballata e rock", sperando di fondere i generi come Kanye West. Taeyang elenca Miguel, Frank Ocean, The Weeknd e Michael Jackson come le sue più grandi influenze, in particolare l'album Xscape di quest'ultimo. Per quanto riguarda i testi, è conosciuto come uno "specialista in canzoni d'amore". Il suo singolo di debutto, Only Look at Me, racconta di una relazione egoistica, mentre in I Need A Girl descrive il suo tipo ideale.

La voce di Taeyang è molto apprezzata per il suo timbro. Il critico coreano Kim Young-dae ha definito il suo timbro "lussuoso e introvabile prima di lui", sottolineando che "invece di emanare un'aura fredda e meccanica che di solito caratterizza altri idol, ha una gamma emotiva calda e completa". Nel 2015, Taeyang è stato votato come il terzo miglior cantante maschile K-Pop dai funzionari dell'industria musicale. Il New York Times lo ha descritto come un artista dal vivo "felino e feroce". Una volta descritto come dotato di "mosse come Chris Brown [e] una voce fluida come Miguel", The Straits Times ha evidenziato "la sua abilità vocale e il suo sex appeal" come i tratti migliori delle sue performance, e ha affermato che le sue mosse free-style mostrano "perché è spesso incoronato il re della danza del K-pop". Una recensione del suo primo tour da solista affermava che:
La voce di Taeyang scivola senza sforzo sulle melodie, mentre il suo corpo si muove fluidamente da un movimento all'altro. Ma anche quando danza con abbandono, i suoi movimenti sono aggraziati ed essenziali, una gioia per gli occhi.

## Altre attività

### Moda
Nel 2017, Taeyang ha iniziato ad appoggiare il produttore automobilistico Lexus, diventando l'ambasciatore coreano del marchio per il loro nuovo modello LC500h, componendo e scrivendo i testi della canzone promozionale "So Good", che è stata pubblicata a maggio. Taeyang ha collaborato con la casa di moda italiana Fendi per progettare un'esclusiva linea di capsule collection "Fendi per Taeyang" che presenta una serie di magliette, felpe, giacche, accessori e scarpe da ginnastica - con i motivi distintivi a forma di margherita di Taeyang e parole positive come "Faith", "Grazia", "Salvato e "Passione". La collezione ha debuttato a Hong Kong il 27 luglio con prezzi che vanno da $447 a $9.490. Nel 2023, Taeyang è diventato ambasciatore globale del marchio della casa di moda francese Givenchy.

### Filantropia
Nel 2010, una parte delle entrate di Taeyang in album, merci, biglietti e vendite di musica digitale è stata donata come parte della campagna With della YG Entertainment. I fan di Taeyang hanno donato $5.180 il 15 maggio 2014, sotto il nome di Taeyang alla Memorial Foundation del 18 maggio in occasione del suo compleanno. L'anno seguente, hanno donato pozzi d'acqua per aiutare a fornire acqua pulita alle comunità bisognose nei paesi del sud-est asiatico della Cambogia e del Myanmar, hanno donato quella che hanno chiamato "acqua di Taeyang" per tre anni consecutivi attraverso l'organizzazione di beneficenza internazionale Worldshare.

## Vita privata
Taeyang è un cristiano devoto con molteplici tatuaggi ispirati alla fede, tra cui una grande croce cristiana sulla gabbia toracica destra e un tatuaggio in stile murale sulle scapole raffigurante Gesù Cristo sulla croce, una croce cristiana posizionata centralmente e Gesù risorto dalla morte.
Ha una relazione con l'attrice Min Hyo-rin
dal 2013. Nel dicembre 2017, le rispettive agenzie hanno confermato che avevano pianificato di sposarsi a febbraio 2018. Il 3 febbraio 2018, Taeyang e Min si sono sposati in una cerimonia privata con la famiglia e gli amici, officiata dall'attore Ki Tae-young. Il 27 settembre 2021 è stato riferito che sua moglie era incinta e aspettava il loro primo figlio. Più tardi, quello stesso giorno, la sua agenzia ha confermato che è effettivamente incinta e che aspetta felicemente il parto. Il 6 dicembre 2021, i media hanno rivelato che Min ha dato alla luce il loro primo figlio.
Taeyang ha iniziato il servizio militare obbligatorio il 12 marzo 2018, ed è stato congedato il 10 novembre 2019.

## Discografia

### Da solista

#### Album in studio
- 2010 – Solar
- 2010 – Solar International
- 2014 – Rise
- 2017 – White Night

#### EP
- 2008 – Hot
- 2023 – Down to Earth

#### Album dal vivo
- 2011 – SOL 1st 2nd Live Concert Hot & Solar
- 2011 – Real Sound by Taeyang
- 2015 – SOL Japan Tour ”Rise” 2014
- 2018 – Taeyang 2017 World Tour "White Night" in Japan

#### Collaborazioni
- 2008 – Prayer (con Teddy Park)
- 2010 – I Need a Girl (con G-Dragon)
- 2014 – Good Boy (con G-Dragon)
- 2023 – Vibe (con Jimin)
- 2023 – Shoong! (con Lisa)

### Con i Big Bang
- 2006 – Bigbang Vol. 1
- 2008 – Number 1
- 2008 – Remember
- 2009 – Big Bang
- 2011 – Big Bang 2
- 2012 – Alive
- 2016 – Made Series
- 2016 – Made

## Riconoscimenti
Nel corso della sua carriera, Taeyang ha venduto circa 10 milioni di dischi, rendendolo uno degli artisti R&B sudcoreani più venduti. Il 23 novembre 2010, a Taeyang è stato assegnato un premio per il suo contributo alla cultura pop alla cerimonia di premiazione della cultura e delle arti popolari coreane del 2010 tenutasi dal Ministero della Cultura, dello Sport e del Turismo sudcoreano. Nel 2017, è stato nominato ambasciatore onorario delle Olimpiadi invernali del 2018 a Pyeongchang, essendo una delle star della Hallyu con il compito di esaltare le virtù della Corea del Sud per il mondo. Taeyang ha vinto due Golden Disc Award, tre Korean Music Award, tre Melon Music Award e quattro Mnet Asian Music Award. La sua canzone "Eyes, Nose, Lips", pubblicata nel 2014, ha vinto Song of the Year in tutti i principali premi coreani, tra cui Circle Chart Music Award, Golden Disc Award, Melon Music Award e Mnet Asian Music Award, rendendolo il primo artista R&B solista a farlo.
L'uscita del suo primo album in studio, Solar, è stata la prima uscita di musica K-Pop ad essere venduta in tutto il mondo su iTunes sia come album audio che video. La versione audio è arrivata negli store iTunes il 19 agosto 2010, mentre la versione video è arrivata entro il 10 settembre 2010. Il suo secondo album, Rise, debuttò al numero 112 della classifica Billboard 200.